# Erich Schriever
Erich Schriever   (valor desconegut, 6 d'agost de 1924 - 29 d'abril de 2020) fou un remer suís que va competir durant les dècades de 1940 i 1950.
El 1948 va prendre part en els Jocs Olímpics de Londres, on guanyà la medalla de plata en la prova del quatre amb timoner del programa de rem. Formà equip amb Rudolf Reichling, Emil Knecht, Pierre Stebler i André Moccand. En el seu palmarès també destaquen una medalla d'or i una de plata al Campionat d'Europa de rem de 1953 i 1954, en ambdós casos fent equip amb Peter Stebler; i una de bronze en el vuit amb timoner el 1947.